# Lanet
Lanet és un municipi francès de la regió d'Occitània, al departament de l'Aude. El 2021 tenia 58 habitants.